# Prinz Hamlet (Schiff, 1969)
Die Prinz Hamlet bzw. Prinz Hamlet II war ein Fährschiff, das 1969 gebaut und 2007 verschrottet wurde. Sie war eine der ersten von Meyer gebauten Autofähren und wurde später als „Prototyp“ der Papenburger Autofähren angesehen.

## Geschichte

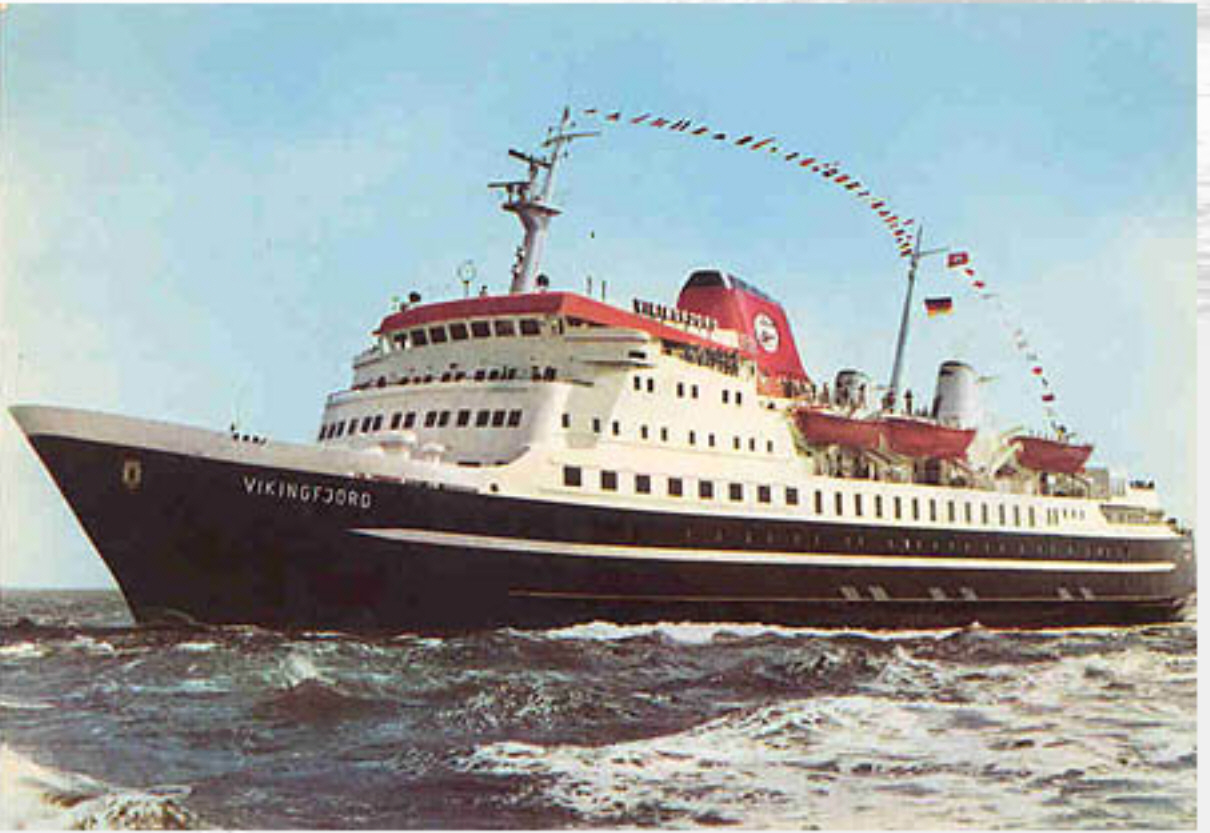
Die Prinz Hamlet 1969 in ihrem ersten Gewand als Vikingfjord

Das Schiff wurde 1969 bei der Meyer-Werft in Papenburg gebaut und trug die Baunummer 545. Am 13. Mai 1969 wurde der Rumpf zu Wasser gelassen, im August 1969 wurde das Schiff an seinen ersten Besitzer, die Nordland Fähre GmbH ausgeliefert. Sein erster Heimathafen war Cuxhaven. Seinen ersten Namen, Vikingfjord, trug es nur bis 1970. Damals fuhr es zwischen Cuxhaven und Stavanger bzw. Bergen in Norwegen und wurde dann mehrmals verchartert und auf anderen Strecken eingesetzt.

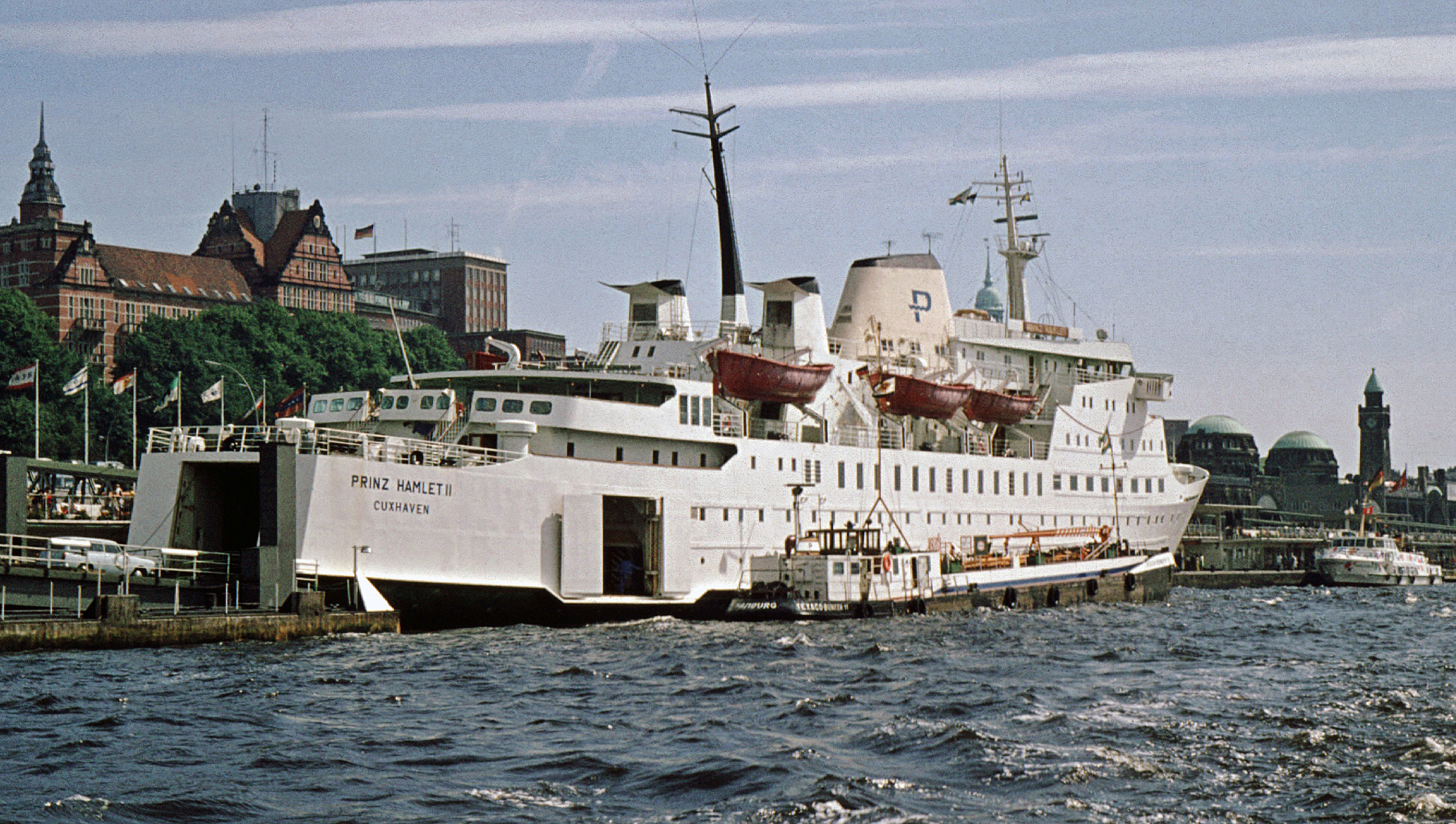
Die Prinz Hamlet 1973 an den Hamburger St. Pauli Landungsbrücken

Danach wurde es nach Hamburg verlegt und in Prinz Hamlet umgetauft. Sein Rufzeichen war nun DFDP. Das Schiff löste ein gleichnamiges Vorgängerschiff ab, das 1966 in Finnland gebaut worden war.
Der Rumpf des Schiffes war ursprünglich dunkel gestrichen gewesen. Als Prinz Hamlet erhielt das Schiff aber einen weißen Anstrich. Die Prinz Hamlet bediente die Fährverbindung zwischen Hamburg und Harwich, bis sie durch ein neues Schiff, das ebenfalls den Namen Prinz Hamlet erhielt, ersetzt wurde.
Im Jahr 1974 wurde das Schiff an die Cie. Nationale Algerienne de Nav. verkauft. Es fuhr fortan unter algerischer Flagge unter dem Namen Agadir und hatte Algier als Heimathafen. Die Agadir fuhr im Fährdienst zwischen Marokko und Frankreich.
Von 1986 bis 1999 fuhr das Schiff unter dem Namen Ouranos unter zypriotischer Flagge und hatte Limassol als Heimathafen. Sein Rufzeichen in dieser Zeit war C4DO, der Eigentümer war Avondale Navigation Co. Ltd. Die Ouranos befuhr zunächst die Strecke Patras-Igoumenitsa-Korfu-Brindisi; ab 1994 lief sie Patras nicht mehr an. Nachdem Fragline 1999 das Schiff Ariadne von Minoan Lines gekauft hatte, wurde die Ouranos verkauft und die ehemalige Ariadne in Ouranos umbenannt.
Danach fuhr das Schiff, nun im Besitz von Acorline Transportes Mar. S.A., als Golfinho Azul zunächst unter portugiesischer Flagge, dann unter der von Panama zwischen den Azoren. Sein Heimathafen in diesen Jahren war erst Madeira, anschließend Panama, das Rufzeichen HOER. Es gab ab dieser Zeit immer wieder Sicherheitsbedenken und -auflagen und die Golfinho Azul wurde auch zum Verkauf ausgeschrieben, fand aber offenbar keine Interessenten mehr. Am 14. November 2003 wurde das Schiff wegen Sicherheitsmängeln auf der Schwarzen Liste eingetragen. Fortan durfte es keine Häfen der EU mehr anlaufen.
2006 folgte ein weiterer Besitzerwechsel, der mit einem erneuten Namenswechsel einherging. Das Schiff hieß nun Golf und gehörte der Princess Cruise Panama Inc.
Am 6. Januar 2007 wurde auf den Abwrackwerften bei Alang mit dem Abbruch der Fähre begonnen.
Ein Modell der Prinz Hamlet befindet sich im Internationalen Maritimen Museum Hamburg.